# XPCOM
XPCOM - крос-платформний компонент об'єктної моделі, схожий на Microsoft COM. Він має кілька прив'язок мови, дозволяючи XPCOM компонентам бути використаними і реалізованими на JavaScript, Java, Python і в доповненнях до C++. Інтерфейси в XPCOM визначені в діалекті IDL що має назву XPIDL.
XPCOM сама забезпечує набір базових компонентів і класів, наприклад, файлів і управління пам'яттю, потоків, базових структур даних (рядки, масиви, варіанти) і т.д. Більшість компонентів XPCOM не є частиною цього базового набору і надаються іншим частинам платформ (наприклад, Gecko або Necko) або програми або навіть розширення[недоступне посилання].